# Jogos Para-Sul-Americanos de 2014
Os Jogos Para Sul-Americanos de 2014 (Em castelhano: Juegos Parasuramericanos de 2014, em inglês: 2014 Para South American Games), foi a primeira edição dos Jogos Para Sul-Americanos. Tomaram lugar em Santiago, capital do Chile entre 26 e 30 de março, exatamente uma semana após ao encerramento dos Jogos Sul-Americanos de 2014, realizados na mesma cidade.
Os jogos incluíram atletas com diversas deficiências físicas, mentais e sensoriais, tais como paralisia cerebral, amputações e cegueira.

## Eleição da cidade sede
A decisão sobre a eleição de Santiago como cidade-sede da edição de 2014 dos Jogos Sul-Americanos foi tomada em Buenos Aires, Argentina, em 7 de novembro de 2006, durante a Assembleia Geral da Organização Desportiva Sul-Americana. Na eleição realizada, Medeline obteve oito votos, pelos quais realizou a edição de 2010, contra seis de Santiago pelos quais foi eleita sede para 2014. Todavia, uma Assembleia Geral da ODESUR, ocorrida em Montevidéu, em maio de 2009, ratificou a cidade como sede.

### Para Sul-Americano
A Confirmação da organização dos Jogos se deu em 2010 pelo governo do Chile, a partir de outubro do mesmo ano se iniciou o trabalho do Comitê Organizador dos Jogos.

### Locais de competição
A decisão das sedes dos eventos ocorreu em outubro de 2012, foram utilizados os mesmos recintos que os Jogos Sul-Americanos de 2014. São eles:
| Desporto                        | Sede                                              |
| ------------------------------- | ------------------------------------------------- |
| Atletismo                       | Coliseo                                           |
| Basquetebol em cadeira de rodas | Polidesportivo                                    |
| Bocha                           | Centro de Alto Rendimento (CAR)                   |
| Levantamento de peso            | Quadra de Hóquei sobre Patins do Estádio Nacional |
| Tênis de mesa                   | Centro de Alto Rendimento (CAR)                   |
| Tênis em cadeira de rodas       | Quadra Central de Tênis                           |
| Natação                         | Centro Aquático                                   |

### Mascote
A mascote oficial dos Jogos, Chago, é uma representação do Condor, ave típica e símbolo do Escudo Nacional do Chile. Como personagem, ela representa a proteção dos céus da América do Sul e caracteriza três valores: esforço, dedicação e trabalho em equipe.

## Cerimônias

### Cerimônia de abertura

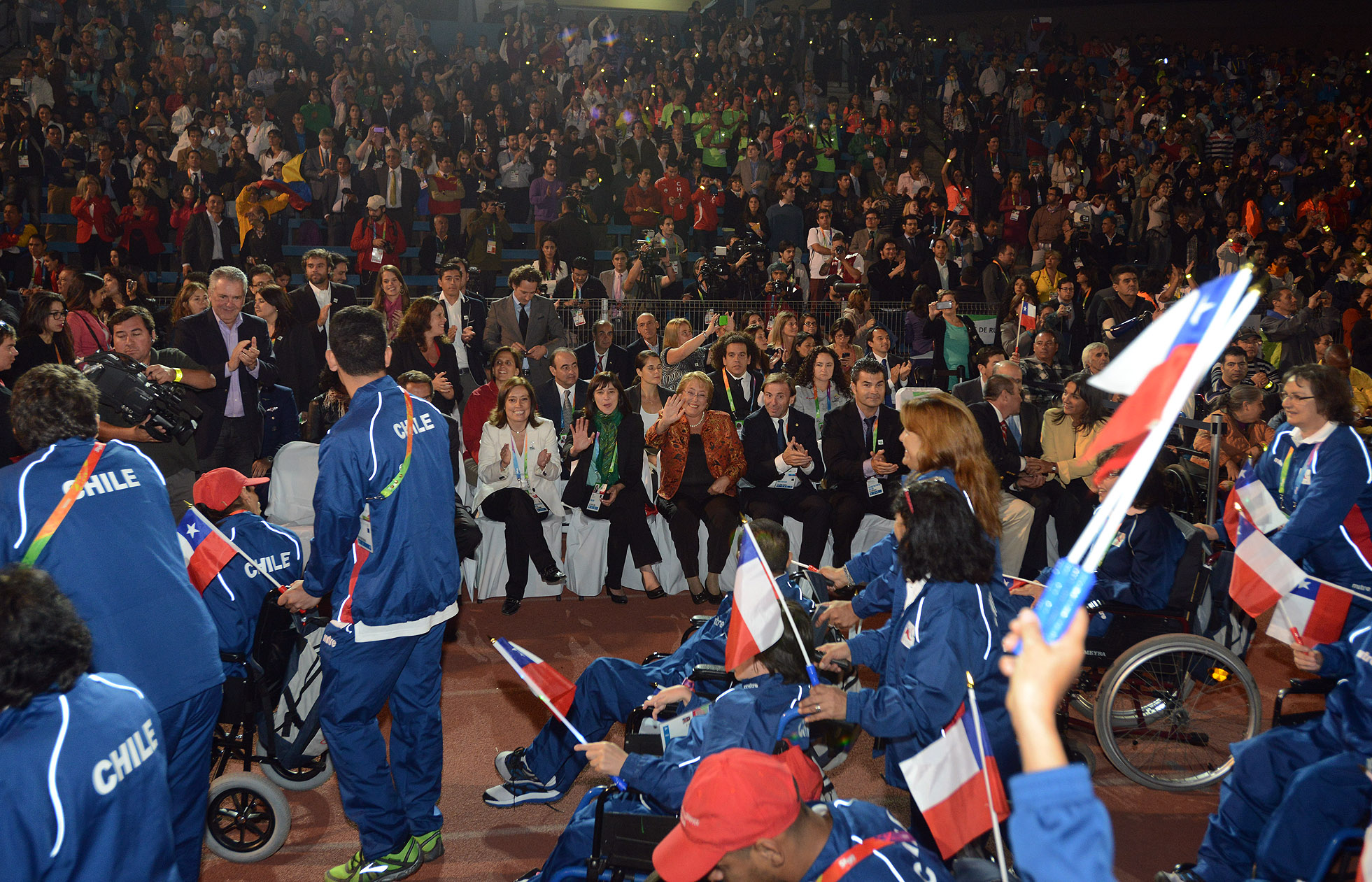
Atletas chilenos na cerimônia de abertura.

A cerimônia de abertura teve início às 21:00hs, horário do Chile (UTC-4), do dia 26 de março e na pista de atletismo do Estádio Nacional e contou com a presença dos quase 600 atletas representantes dos oito países participantes, além da presidente recém-empossada Michelle Bachelet e da ministra do Esporte, Natalia Riffo.
A delegação chilena, contou presente com 103 atletas  desfilando e teve como porta banheira Cristián Valenzuela, campeão paralímpico em Londres 2012.
"Integração" foi o conceito abordado na cerimônia de abertura dos Jogos, enquanto que a animação ficou por conta dos shows da banda "Tomo como Rey" e o "DJ Karnaza". Além disso houve um número artístico com a Compahia de Teatro PHI e dos membros do Teleton chilenos.

### Cerimônia de encerramento
A cerimônia de encerramento ocorreu no dia 30 de março no Ginásio Poliesportivo do Estadio Nacional e contou com a presença de importantes autoridades, tais como a ministra do Esporte do Chile, a diretora executiva dos Jogos, a senhora Marcela González, além do diretor do Comité Paralímpico das Américas, José Luis Campo e de atletas das oito delegações participantes.
A festa de encerramento foi animada por Spider G a contou também com apresentação de grupos musicais como Axé Bahia, Diego Rodríguez, e Don Latino.
A chama dos Jogos Para Sul-Americanos de 2014 foi apagada com a presença de todas as delegações participantes, dando fim a primeira edição dos Jogos e indicando sua próxima edição em Cochabamba, Bolívia, aguardado para 2018.

## Países participantes

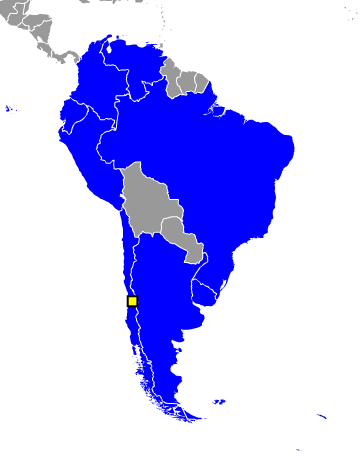
Em azul, os países participantes dos Jogos.

Um total de 8 países dos 14 filiados à Organização Desportiva Sul-Americana estiveram presentes nos Jogos Para-Sul Americanos, foram eles:
| - Argentina (102) - Brasil (81) - Chile (109) - Colômbia (87) | - Equador (17) - Peru (25) - Uruguai - Venezuela (118) |

## Esportes
Um total de 7 modalidades esportivas foram disputadas nos jogos, são elas:
| - Atletismo - Basquetebol em cadeira de rodas - Bocha - Levantamento de peso | - Natação - Tênis de mesa - Tênis em cadeira de rodas |

## Calendário
A chegada dos atletas na vila Sul-Americana deu-se nos dias 23 e 24 de março com classificação em alguns esportes já a partir do dia 24 de março e a abertura oficial que aconteceu dois dias depois, a partir daí ocorreram competições oficiais e disputas de medalhas até o encerramento no dia 30 de março.
| ● | Abertura |  | Classificação |  | Competições | ● | Finais | ● | Encerramento |

| Março                           | S  | T  | Q  | Q  | S  | S  | D  | T   |
| Março                           | 24 | 25 | 26 | 27 | 28 | 29 | 30 | T   |
| ------------------------------- | -- | -- | -- | -- | -- | -- | -- | --- |
| Cerimônias                      |    |    | ●  |    |    |    | ●  |     |
| Atletismo                       |    |    |    | 22 | 25 | 22 | 23 | 92  |
| Basquetebol em cadeira de rodas |    |    |    |    |    |    | 2  | 2   |
| Bocha                           |    |    |    |    | 4  | 2  | 1  | 7   |
| Levantamento de peso            |    |    | 3  | 3  | 3  |    |    | 9   |
| Natação                         |    |    |    |    |    | ●  | ●  | 54  |
| Tênis em cadeira de rodas       |    |    |    |    |    | 3  | 3  | 6   |
| Tênis de mesa                   |    |    |    |    |    | 1  | 3  | 4   |
| TOTAL                           |    |    | 3  | 25 | 32 | 25 | 29 | 176 |

## Quadro de medalhas
Ao final dos Jogos a Argentina ficou no topo do quadro de medalhas somando um total de 112 medalhas. A Natação foi o esporte que rendeu mais medalhas ao país, o basquetebol também merece destaque, já que o país conseguiu faturar as duas medalhas de ouro ao qual tinha direito.
Brasil ocupou o segundo lugar no medalheiro, com 104 medalhas no total (2 de ouro a menos que a Argentina), destacou-se as participações brasileiras nas modalidades de tênis (tanto em cadeira de rodas quanto de mesa) e a bocha.
A Venezuela, com 34 medalhas douradas, conquistadas principalmente no atletismo, ficou em terceiro lugar.
Os anfitriões acabaram na quinta posição, atrás da Colômbia.
     País-sede destacado
| Ordem | País      | Medalha de ouro | Medalha de prata | Medalha de bronze | Total |
| ----- | --------- | --------------- | ---------------- | ----------------- | ----- |
| 1     | Argentina | 49              | 37               | 26                | 112   |
| 2     | Brasil    | 47              | 35               | 22                | 104   |
| 3     | Venezuela | 34              | 24               | 21                | 79    |
| 4     | Colômbia  | 33              | 43               | 37                | 113   |
| 5     | Chile     | 10              | 16               | 17                | 43    |
| 6     | Equador   | 1               | 5                | 2                 | 9     |
| 7     | Uruguai   |                 | 2                |                   | 2     |
| 8     | Peru      |                 |                  | 5                 | 5     |
| TOTAL | TOTAL     | 174             | 162              | 130               | 466   |